# Hahnenklamm (Saar)
Die Hahnenklamm ist ein rechter Nebenfluss der Saar. Sie verläuft durch den Saarbrücker Stadtteil Bübingen.

## Geographie

### Verlauf
Die Hahnenklamm entsteht als Zusammenfluss zweier Bäche mit demselben Namen, die unweit des Zusammenflusses entspringen. Von dort fließt sie hauptsächlich in Richtung Süden. Nach Zufluss des Kappelsbachs fließt sie dann in südwestlicher Richtung weiter, bis der Taubenbrunnen in sie mündet. Von dort fließt die Hahnenklamm bis zu dem Siedlungsrand von Bübingen in nordwestlicher Richtung weiter und folgt diesem, bis sie in die Saar mündet. Die Hahnenklamm verläuft weitestgehend an der Grenze zu dem Ort Kleinblittersdorf.

### Zuflüsse
- Röderbach (links), 0,2 km
- Kappelsbach (links), 0,4 km
- Taubenbrunnen (links), 0,5 km

## Geologie
Die Hahnenklamm fließt durch eine geologisch besondere Schlucht. Auf der rechten Seite findet sich eine Schicht aus dem Muschelkalk, auf welcher Buchen wachsen, wohingegen sich auf der linken Seite Felsen aus dem Buntsandstein finden.

## Trinkwasser
An der Hahnenklamm befinden sich zwei Bohrungen, mit jeweils einer Tiefe von 154 Meter und 180 Meter. Aus diesen Bohrungen wird Trinkwasser für die beiden Ortsteile Bliesransbach und Kleinblittersdorf der gleichnamigen Gemeinde bezogen. Bevor das Trinkwasser die Gemeinde erreicht wird es in einen unterirdischen Wasserbehälter mit Filteranlagen auf dem Kappelberg gepumpt.